# 福山聖二
福山 聖二（ふくやま せいじ、1990年9月17日 - ）は、日本の俳優である。東京都出身。身長173cm。元スターダストプロモーション所属。フリーランスを経て現在はG-Crewに所属

## 略歴
中学校3年生のときに渋谷でスカウトされ、スターダストプロモーション所属となる。
2006年11月に同事務所のユニットHotchPotchiの弟分メンバーに加入。2007年8月発売のデビューシングル「Surfin'Dog」のカップリング「Hotch & Potchi」に参加したが、同年で脱退。
2008年に舞台『ミュージカル・テニスの王子様』で俳優デビュー。以降、舞台を中心に活動する。
2010年8月、俳優集団NAKED BOYZの結成メンバーとなる。2012年の本公演第4弾『青木さん家の奥さん』で出演チームの座長を務めた。2013年7月末日付で卒業。
2017年4月30日付けで12年間在籍したスターダストプロモーションからの退所を公式ブログで発表した。
2023年2月20日付けでYouTubeチャンネルの開設を発表。

## 出演

### テレビドラマ
- 執事喫茶にお帰りなさいませ 第11・12話（2009年2月、毎日放送） - 霞 役
- 山田くんと7人の魔女 第2話（2013年8月、フジテレビ）
- お兄ちゃん、ガチャ （20015年、日本テレビ）

### テレビ番組
- リアルシチュエーションバライティ『人狼男子』（2019年10月2日 - 12月27日、TOKYO MX）[4]

### 映画
- ネイキッドボーイズショートムービー「自分生中継」（2011年） - 戸田悟司 役[5]
- 多動力 THE MOVIE（2019年） - 岩義人とのダブル主演
- 劇場版 現代怪奇百物語 壱之章「ホテル４０１号室」（2020年） - 主演 近藤彰 役

### CM
- バンダイナムコ「PSP版・機動戦士ガンダム ガンダムVS.ガンダム」（2008年 - 2009年）

### ミュージックビデオ
- 板野友美「10年後の君へ」（2012年4月、キングレコード）

### 舞台
- ミュージカル・テニスの王子様（2008年 - 2009年） - 氷帝学園 向日岳人 役
  - The Imperial Presence 氷帝 feat. 比嘉（2008年8月 - 9月）
  - The Treasure Match 四天宝寺 feat. 氷帝（2009年2月 - 3月）
  - Dream Live 6th（2009年5月）
- 「bambino.3&+」（2009年8月 - 9月、シアターサンモール/新神戸オリエンタル劇場） - ふみや 役
  - 「bambino. FINAL! Pre!」（2012年4月11日 - 15日、シアターサンモール）
  - 「bambino. FINAL!」（2012年6月、シアターサンモール/サンケイホールブリーゼ）
- 「abc★ 〜青山ボーイズキャバレー〜」（2009年10月、青山円形劇場） - トミー 役
- 「コントンクラブ image 1」（2009年12月2日 - 13日、博品館劇場）
- THE BUTTERFLY EFFECT -Another Story I「幸福の王子」（2009年12月26日 - 27日、シアターグリーンBox in Box） - ザビル/グレイ 役
  - 「Blood Heaven 〜第七天国」（2011年6月23日 - 26日、中目黒キンケロ・シアター） - グレイ 役
  - 「Blood Heaven 〜第七天国 Sad wings」（2013年4月5日 - 7日、シアターグリーンBIG THREE THEATER） - グレイ 役
  - “Blood Heaven Final Tale”「Innocent World」（2014年6月25日 - 29日、六行会ホール） - グレイ 役
- 「BUTLER×BATTLER 〜執事王選手権〜」（2010年1月21日 - 24日、シアターサンモール） - ライト 役
- 「落下の王国 The fall kingdom -UNDERGROUND SERIES 02-」（2010年3月25日 - 28日、シアターグリーン） - キング 役
  - 「落下の王国 The fall kingdom 〜You know you」（2011年11月18日 - 20日、シアターグリーン BASE THEATER） - キング 役
- 「コントンクラブ image2」（2010年4月7日 - 11日、シアターサンモール） - 主演
- 「シブヤ×アキバ 〜カノジョはボクの青い鳥〜」（2010年5月19日 - 23日、シアターグリーン BIG TREE THEATER）
- 劇団K助 第13回公演「PINK」（2010年6月8日 - 14日、恵比寿・エコー劇場）
- abc★赤坂ボーイズキャバレー 〜心ごと脱げ!〜（2010年8月 - 9月、赤坂ACTシアター/サンケイホールブリーゼ） - 西遼次 役
  - SpinOff「裏」（2010年9月 - 10月、シアターサンモール）
  - SpinOff「ゲネプロ!」（2011年3月、博品館劇場）
  - 2回表! -喝! & 勝つ!-（2011年8月 - 9月、赤坂ACTシアター/シアターBRAVA!）
  - 3回表! -自分に喝を入れて勝つ!-（2012年8月 - 9月、赤坂ACTシアター/シアターBRAVA!）
  - FINAL!『最後の放電!』-自分に喝を入れて勝つ!-（2013年8月、赤坂ACTシアター/シアターBRAVA!）
- NAKED BOYZ ACTI「ハマリマン」（2010年11月5日 - 7日、新宿FACE）
- 「トゥルークリスマス 〜奇蹟のおまじないジングルジングラ〜」（2010年12月22日 - 26日、東京芸術劇場小ホール1）
- ehon劇場公演#1「SWEETS」（2011年1月19日 - 23日、座・高円寺1）
- 「コントンクラブ image4」（2011年4月6日 - 17日、シアターサンモール）
- ジェットラグプロデュース「インスパイア」（2011年10月7日 - 13日、銀座みゆき館劇場）
- スーパーミュージカル『聖闘士星矢』再公演（2011年12月22日 - 25日、天王洲銀河劇場）- キグナス氷河 役[6]
- NAKED BOYZ ACTIV「青木さん家の奥さん」（2012年10月10日 - 14日、築地ブディストホール） - 新入り 役
- 「男子ing!!」（2012年11月21日 - 25日、SPACE107） - マサヒロ 役
- 「舞台・死神姫の再婚〜旦那様、お買い上げありがとうございます!」（2013年3月13日 - 17日、全労済ホールスペース・ゼロ） - トレイス 役[7]
- ソラリネ。#07「しあわせの支度」（2013年6月12日 - 16日、上野ストアハウス）
- LIPS*S 2013 Autumn Theater「See You」（2013年11月20日 - 24日、シアターモリエール） - 主演：カザミ 役
- 柏進20th PUNK! episode3「いい男と作りたい4つの芝居」（2014年2月22日 - 23日、キッド・アイラック・アート・ホール）
- WATARoom produce「中野喫茶室」（2014年5月27日 - 6月1日、テアトルBONBON）
- K.B.S.Project act.15 超スポ魂合唱コメディ「SING!!」（2014年9月、東京：シアターグリーン BIG TREE THEATER/大阪：HEP HALL） - 主演
- 演劇企画ユニット劇団山本屋 1号「あまもり」（2015年4月1日 - 5日、東京芸術劇場 シアターウエスト） - 主演：タライ 役
- 「下天の華」（2015年5月9日 - 17日、全労済ホール／スペース・ゼロ） - 織田信行 役
  - 「下天の華 夢灯り」（2016年5月13日 - 23日、全労済ホール／スペース・ゼロ）
- 演劇企画ユニット劇団山本屋 3号『0<ゼロ>地点「つぎはぎだらけのヒーローズ」』（2015年12月16日 - 20日、笹塚ファクトリー） - 主演：英人 役
- 演劇集団イヌッコロ×ACTOLI×シザーブリッツト「オタッカーズ・ハイ」（2016年6月7日 - 19日、小劇場B1） - 山内 役
- Asterism⁂ vol,03「NoLimit」（2016年7月8日 - 13日、TACCS1179） - ユウイチ 役
- 演劇企画ユニット劇団山本屋 5号「Super natural Blue」～別の言葉で何と言うの～（2016年9月22日 - 27日、あうるすぽっと） - 主演 役
- 演劇集団イヌッコロVSシザーブリッツ「ご町内デュエル」（2016年10月27日 - 11月6日、サンモールスタジオ）
- 演劇企画ユニット劇団山本屋「〜Good-bye 2016〜The end of the year short stories」（2016年12月3日 - 4日、Le CAVE STUDIO）
- TRIBE プロデュース 2nd「prey on」（2017年1月25日 - 29日、八幡山ワーサルシアター） - 神谷憲次 役
- 演劇集団イヌッコロ×ACTOLI×シザーブリッツト「ハッピーハードラック」（2017年7月2日、恵比寿エコー劇場） - 高田 役（日替わりゲスト）
- 舞台「Wake Up, Girls! 青葉の軌跡」（2018年6月6日 - 10日、草月ホール） - 早坂相 役
- K-FARCE「CLAP!CLAP!CLAP!」（2018年7月18日 - 22日、シアター風姿花伝）
- 劇団ToyLateLie第6回本公演「『稔』〜入れ代わりの人生〜」（2018年8月15日 - 19日、LIVESTAGE hodgepodge（ほっぢポッヂ）） - 赤川稔 役
- PUPA CINEMATIC STAGE9「ALLOW［12.25］」（2018年12月20日 - 25日、TACCS1179） - 赤井 役
- 「茜さすセカイでキミと詠う」（2020年 - ） - 安倍晴明 役
  - 饗宴「茜さすセカイでキミと詠う〜絆〜」（2020年4月29日 - 5月6日、CBGKシブゲキ!!） ※延期[8]
  - 饗宴「茜さすセカイでキミと詠う〜絆〜」（2021年5月12日 - 18日、CBGKシブゲキ!!）
  - 饗宴「茜さすセカイでキミと詠う〜絆〜」再演（2022年6月17日 - 20日、飛行船シアター）
  - 饗宴「茜さすセカイでキミと詠う〜縁〜」（2022年12月16日-12月19日、飛行船シアター）
- 朗読劇「KIRA★メキBOYS〜イケメン養成塾の華麗なる日常」（2020年7月28日 - 8月2日、新宿村LIVE）
- シアターブラッツ提携公演「RANPO chronicle 怪人二十面相」（2020年10月20日 - 22日、シアターブラッツ）
- 「ティアムーン帝国物語 THE STAGE Ⅱ」（2021年7月14日 - 19日、六行会ホール） - アベル 役
- 舞台「GAME－誰も知らない－」（2022年7月13日 - 17日、シアターグリーン BASE THEATER）
- イケッチャオ‼︎Stage「不器用な俺らの鼓動」（2023年5月2日 - 7日、コフレリオ新宿シアター）
- BAlliSTA/RMY STAGE 合同企画 朗読劇「スターマイン」(2023年5月27日 - 28日、こった創作空間)
- 「さよならRADIO2023」(2023年9月15日 - 18日、千本桜ホール)  -大地役
- 舞台 鬼神の影法師-黎明篇-  (2023年11月29日 - 12月6日、あうるすぽっと)  -貴人役
- 劇団わ本公演 ミュージカル「HAPPY SPELL」(2024年2月21日 - 25日、キンケロシアター)  -セイ役
- NLTプロデュース「真夜中の戦士」（2024年11月23日 - 12月1日、すみだパークシアター倉）[9]

### イベント
- ワタルームサマーフェスタ2015「―ワタフェス―」（2015年7月18日 - 20日、テアトルBONBON）
- キタムラ印改イベント#01「裏の宴〜ウラノウタゲ〜」（2016年7月26日、大田文化の森ホール）
- 「Bear's LIVE Ⅱ〜中島大地の少し早めの誕生日会〜」（2016年11月12日、時遊空間） - ゲスト
- 舞台「Wake Up, Girls!〜青葉の軌跡〜」BD化記念！上映イベント（2018年10月20日、世田谷区民会館）
- 伊藤三巳華の『ポップオカルト』talk live jam vol.1（2019年12月16日、目黒パーシモンホール 小ホール）